# تيفاترون

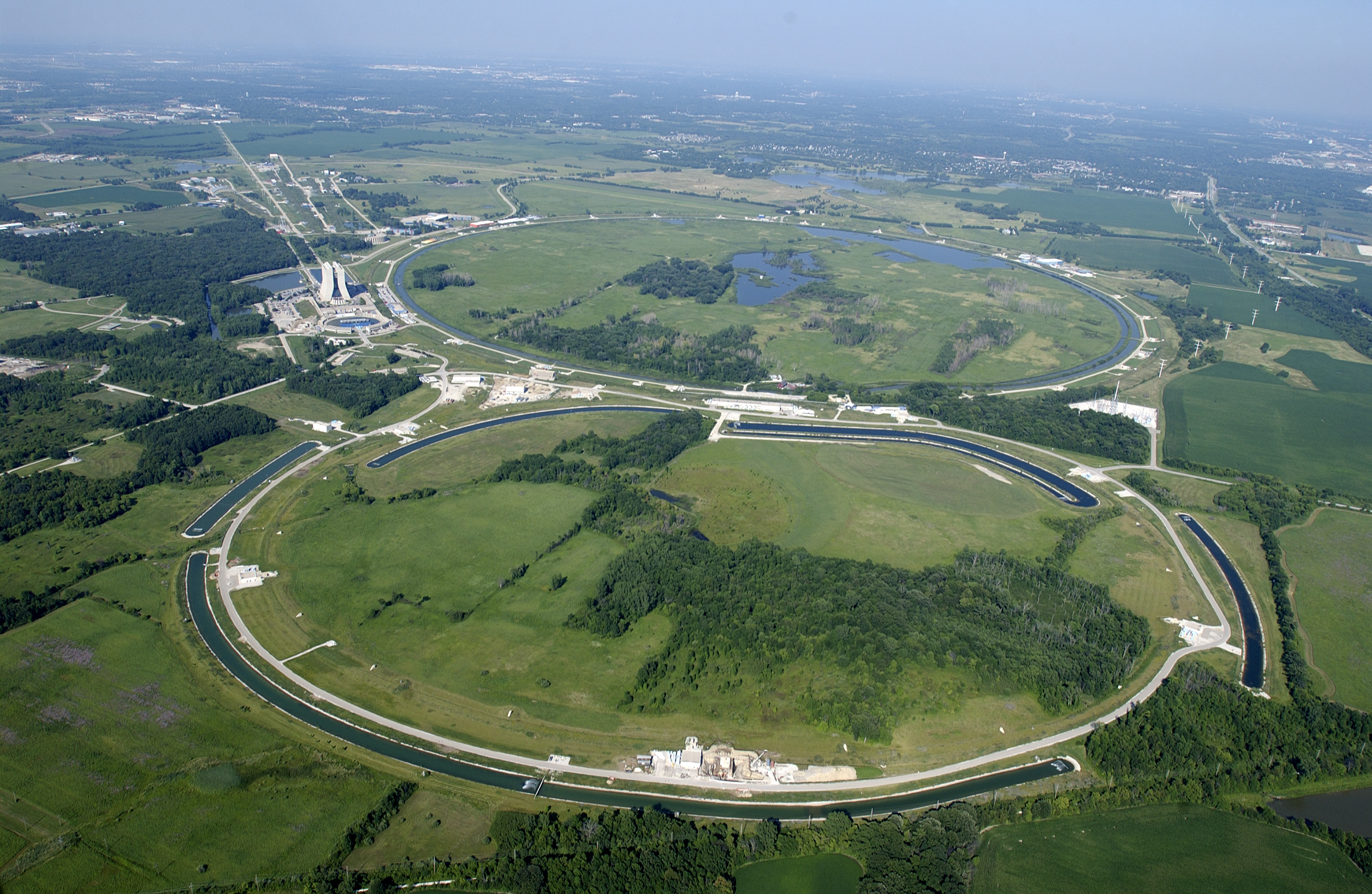
حلقة تسريع البروتونات وحلقة تسريع فيض نقيض البروتونات. تسريع في اتجاهين متعاكسين ويصتدما عند نقطة تماس الحلقتين.

معجل تيفاترون (Tevatron) في الفيزياء هو معجل كبير جدا للجسيمات الأولية حيث يقوم بتسريعها إلى سرعات عالية جدا تقترب من سرعة الضوء. قامت الولايات المتحدة الأمريكية ببناء معجل الهدرونات الدائري المسمى تيفاترون في معمل معجل فيرمي الوطني بمدينة باتافيا بولاية إلينوي ،وهو ثاني مصادم للجسيمات في الترتيب على المستوى العالمي من وجهة طاقته العالية حيث يفوقه مصادم الهدرونات الكبير الذي قامت ببنائه المنظمة الأوروبية للأبحاث النووية CERN بالقرب من مدينة جينيف.
ويعتبر التيفاترون مسرع دوراني تزامني يسرع البروتونات ونقيض البروتون في أنبوب حلقي يبلغ محيطه 6.28 كيلومتر حيث يعجلها حتى طاقة حركة 1 تيرا إلكترون فولت TeV ، ومن هنا يأتي اسم هذا المعجل الذي وصل لأول مرة في التاريخ إلى هذه الطاقة.
 وتبلغ طاقة 1 تيرا إلكترون فولت مليون مليون إلكترون فولت.
وقد اكتمل بناء معجل التيفاترون عام 1983 وكانت تكلفته 120 مليون دولار أمريكي ، كما ادخلت عليه عدة تحسينات منذ ذلك الوقت. وهو يسمى أحيانا مضاعف الطاقة حيث أنتج أول فيض للبروتونات بطاقة قدرها 512 جيجا إلكترون فولت - أي نحو نصف طاقة 1 تيرا إلكترون فولت - وذلك في 3 يوليو عام 1983.

و كانت إضافة الحاقن الرئيسي له الأكثر تكلفة حيث استغرق بناؤه 5 أعوام ابتداءً من عام 1994 وتكلف وحده 290 مليون دولار.

## طريقة عمله
يقوم معجل من نوع كوكروفت-والتون أولا بتأيين غاز الهيدروجين بطاقة 750 كيلوإلكترون فولت، وتسريع الأيونات السالبة المتكونة بتسليط فولتية موجبة عليها. تسري الأيونات بعد ذلك في معجل خطي (ليناك) طوله 150 متر والذي بدوره يستعمل مجالات كهربائية متذبذبة لتسريع الأيونات إلى 400 ميجا إلكترون فولت. بعد ذلك يتم تمرير الأيونات خلال غشاء كربوني للتخلص من الإلكترونات ونقل البروتونات المشحونة عندئذ إلى المضخم.
المضخم عبارة عن مسرّع مغناطيسي دائري تدور البروتونات حوله حتى 20000 مرة للوصول بها إلى طاقة 8 جيجا إلكترون فولت. تنتقل أخيرا البروتونات من المضخم إلى الحاقن الرئيسي والذي انتهى العمل عليه في 1999 لأداء مهام متعددة، إذ يمكنه تعجيل البروتونات حتى 150 جيجا إلكترون فولت، ويمكنه إنتاج بروتونات بطاقة 120 غيغا إلكترون فولت لتوليد مضادات البروتونات، ويمكنه أيضاً رفع طاقة مضاد البروتون إلى 120 غيغا إلكترون فولت وكذلك حقن البروتونات أو مضادات البروتونات في التيفاترون.
ومن أجل إنتاج مضاات البروتونات (بروتونات سالبة الشحنة) ، تفصل بروتونات من الحاقن الرئيسي ووجه للاصتدام بلوح من النيكل. ويحتفظ بفيض نقيض البروتون في حلقة تعجيل ثانية (كما في الصورة) حيث توجه بعد ذلك للاتدام بالبروتونات التي تدور بسرعة عظيمة في الحلقة الرئيسية. ويحتاج إنتاج نقيض البروتون الواحد نحو {\displaystyle 10^{5}} من البروتونات نظرا لضعف احتمال تفاعل البروتونات مع أنوية النيكل لإنتاج نقيض البروتون. ولهذا يشكل إنتاج نقيض الروتونات الحد الأقصى لطاقة التيفاترون.

## انجازات
استطاع معجل التيفاترون اكتشاف أزواجا من كوارك علوي (توب-كوارك) Top-Quark وكان ألقي الضوء عليها عام 2008 ولكن شكوك حول التجربة لم تؤكد الأمر حتى عام 2011 بفضل مصادم الهدرونات الكبير. وحتي عام 1995 حيث بدأ عمل مصادم الهدرونات الكبير كان معجل التيفاترون أكبر مسرع للجسيمات في العالم ، والمعجل الوحيد الذي كان باستطاعته إنتاج الكوارك العلوي. وطبقا للمخطط سوف ينتهي عمل التيفاترون في سبتمبر عام 2011.